# 手倉森誠
手倉森誠（1967年11月14日—），日本足球運動員、教练，曾经率领日本23歲以下足球代表隊参加2016年夏季奥林匹克运动会。

## 俱乐部生涯
1986年，手倉森誠在住友金屬工業（鹿島鹿角）开始足球生涯，1993年转会至NEC山形，1995年，引退。